# Caluera
Caluera es un género con dos especies de orquídeas epífitas. Es originario de Sudamérica.

## Descripción
Caluera es del mismo grupo de Ornithocephalus y Phymatidium, que se distinguen por  la inflorescencia que presenta cuatro o raramente cinco flores pequeñas todas surgidas en su final, con la columna alargada y la antera en forma de T, con dos pares de polinias conectadas a un pequeño viscidio por un largo y estrecho estipe.
Además de las características ya mencionadas, tienen los pseudotallo muy cortos,  hojas estrechas, elípticas, dísticas, agudas al final, la inflorescencia es erecta, más o menos de la longitud de las hojas.
Las flores son ceráceas de aspecto transparente, blancas, que pueden presentar manchas rosadas  o  venas de color verde. Sépalos libres, abiertos, de bordes irregulares, pétalos similares pero algo más anchos que los sépalos, labio grande en el centro con los márgenes levantados y callo carnoso en la base, la columna es delicada, arqueada y regordeta.

## Distribución y hábitat
El género tiene dos o tres especies pequeñas, epífitas, de crecimiento caespitoso, que habitan en las musgosas ramas de los árboles en los bosques de Ecuador y en la selva amazónica en Pará, Amapá, Surinam y Guyana.

## Evolución, filogenia y taxonomía
Fue propuesta por Dodson & Determann en American Orchid Society Bulletin 52 (4): 375 en 1983. Caluera surinamensis Dodson & Determann  es la especie tipo de este género. 
Etimología
El nombre del género es un homenaje al Dr. Carlyle August Luer, médico americano especialista en las especies de la subtribu Pleurothallidinae.

## Especies aceptadas
A continuación se brinda un listado de las especies del género Caluera aceptadas hasta febrero de 2014, ordenadas alfabéticamente. Para cada una se indica el nombre binomial seguido del autor, abreviado según las convenciones y usos.
| - Caluera surinamensis Dodson & Determann - Caluera tavaresii Campacci & J.B.F.Silva - Caluera vulpina Dodson & R.O.Determann |